# Luís Orione
Luís Orione, nascido Luigi Orione, (Pontecurone, 23 de junho de 1872 — Sanremo, 12 de março de 1940) foi um sacerdote católico italiano proclamado santo pelo Papa João Paulo II em 2004.

## Biografia
Nascido em Pontecurone numa família profundamente religiosa, em 14 de setembro de 1885 entra na Ordem Franciscana no Convento de Voghera, mas em 1886 foi licenciado por causa da saúde fraca que prejudicou a sua vida.
Em 1889 entra no Seminário de Tortona e torna-se sacerdote em 1895. Em 1899 fundou a Pequena Obra da Divina Providência (religiosos empenhados na caridade e em pregar o Evangelho). Os Pequenos Cotolengos são uma casa em que promovem e apoiam os deficientes físicos e mentais. A Ordem teve aprovação diocesana em 1903.
Em 1908 viaja para Messina e para Reggio Calabria para ajudar o povo por causa do terremoto.
Em 1915 esteve em Mársica (Abruzos) para ajudar por causa de outro terremoto. No mesmo ano, funda a Congregação das Pequenas Irmãs da Caridade.
Logo depois da Primeira Guerra Mundial começa a espalhar o seu trabalho em Italia e no mundo: Milão, Genova, Roma; Buenos Aires, São Paulo, Santiago). Viajou ao Brasil por quatro vezes.
Fundou e construiu (1926 - 1931) o Santuário N.S. da Guarda em Tortona e o Santuário Nª. Sª. de Caravaggio em Corvino San Quirico.

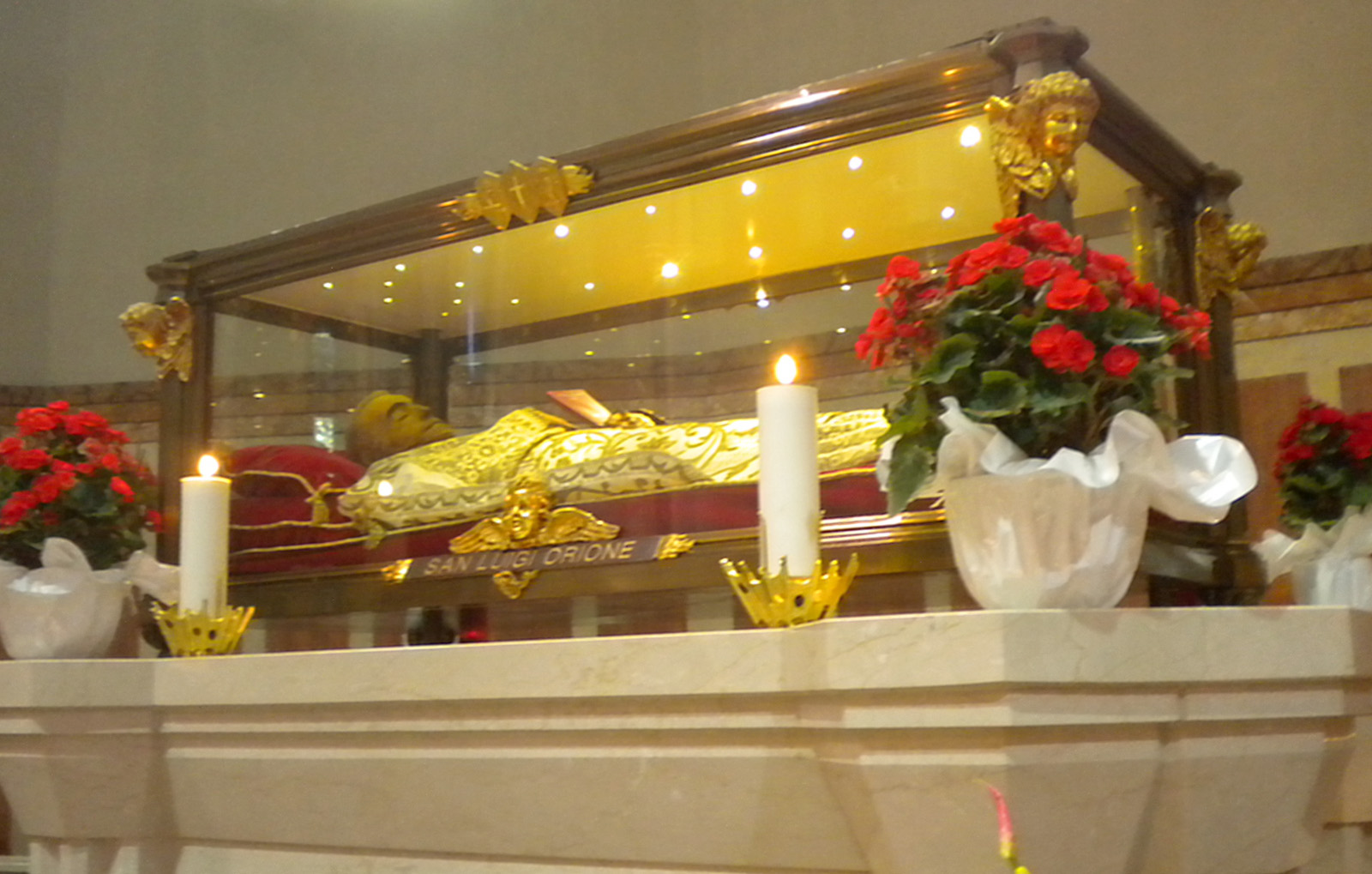
O corpo de São Luís Orione, numa urna de vidro, no Santuário N.S. da Guarda, em Tortona.

Faleceu em Sanremo, em 12 de março de 1940. Foi sepultado na cripta do Santuário N.S. da Guarda até 26 de outubro 1980 quando foi proclamado beato e depositado numa urna de vidro para veneração publica (foto à esquerda).
Para sua canonização, a Igreja reconheçeu como milagroso o restabelecimento, em 1990 de Pietro Penacca, 78 anos, de Momperone, doente de carcinoma nos pulmões, que viveu por mais 12 anos e morreu de velhice em 2001.
A canonização ocorreu em 16 de maio de 2004.
O Papa Pio XII denominou-o «...pai dos pobres, benfeitor da humanidade sofredora e abandonada...»

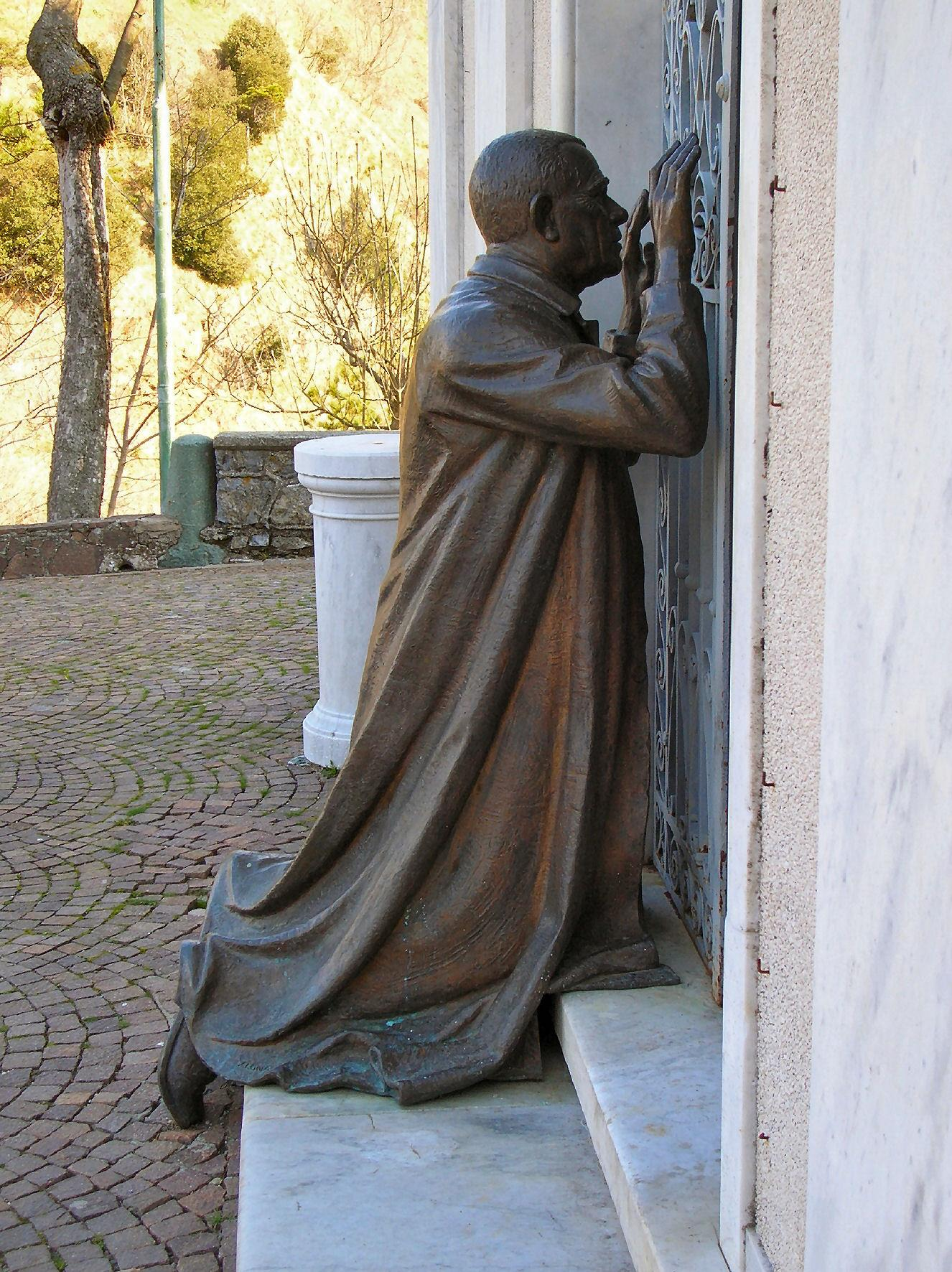
Estáatua de São Luís Orione, rezando, no Santuário N.S. da Guarda, em Ceranesi.